# Kawanishi H8K
МДР-2 ВМС Императорской Японии 海軍二式飛行艇/愛知H8K (яп.  Кайгун ни-сики хикотэй/Каваниси Эйти-хати-кэй) — цельнометаллический дальний четырёхмоторный самолет-амфибия ВМС Императорской Японии Второй мировой войны. Разработан в авиационном КБ завода Каваниси под руководством С. Кикухары. Принят на вооружение авиации ВМС в конце 1941 г., производился малой серией. Условное обозначение ВВС союзников Эмили (Emily).

## Модификации

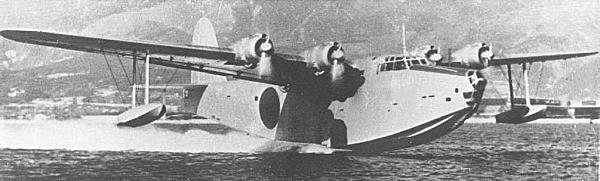
Опытный ТТЗ № 13 на испытаниях (начало 1942 г.)

## Серийные
- Разведчик с Mk4Q (Марс-2) и кормовой пушечной установкой. Поздний с РЛС[2].
- Амфибия ВТА (64 чел.) с носовой АП-99 и кормовым АП-2

## Опытные
- 5 опытных ТТЗ №13 с Mk4A/B (Марс).
- 12 ед. установочных с Mk4B (Марс)
- 1 ед. ВТА (40 пассажиров)
- опытная пара с дополнительными поплавками, закрылками Фаулера и аэродинамическими люками
- опытная пара с турбированными Mk4T (Марс-2)

## Проекты
- амфибия ВТА второй модификации
- G9K — торпедоносец берегового базирования.

## Характеристики

Общая схема МДР-2

| Амфибия 2 ВМС Императорской Японии  |                                              |                 |
| Шифр ВМС (заводской)                | 2-1-2 (H8K2)                                 |                 |
| Технические характеристики          |                                              |                 |
| Экипаж                              | 10 чел.                                      |                 |
| Длина                               | 28,1 м                                       |                 |
| Размах (площадь) крыла              | 38 м (160 м²)                                | 38 м (160 м²)   |
| Высота                              | 9,2 м                                        | 9,2 м           |
| Снаряженная (сухая) масса           | 32,5 т (18,4 т)                              | 32,5 т (18,4 т) |
| Силовая установка                   |                                              |                 |
| Двигатель                           | 4 ед. Mk4B                                   |                 |
| Объем                               | 42 л                                         |                 |
| Мощность                            | 1850 л. с.                                   |                 |
| Тяговооружённость                   | 0,3 л. с./кг                                 |                 |
| Лётные характеристики               |                                              |                 |
| Максимальная (крейсерская) скорость | 460 км/ч (290 км/ч)                          |                 |
| Дальность                           | 7,1 тыс. км                                  |                 |
| Потолок                             | 8,7 км                                       |                 |
| Нагрузка на крыло                   | 153 кг/м²                                    | 153 кг/м²       |
| Скороподъемность                    | 8,1 м/с                                      |                 |
| Вооружение                          |                                              |                 |
| Стрелковое                          | пушечное 5 ед. 20 мм пулеметное 5 ед. 7,7 мм |                 |
| Подвесное                           | торпедное 2 ед. 800 кг                       |                 |

## Боевое применение

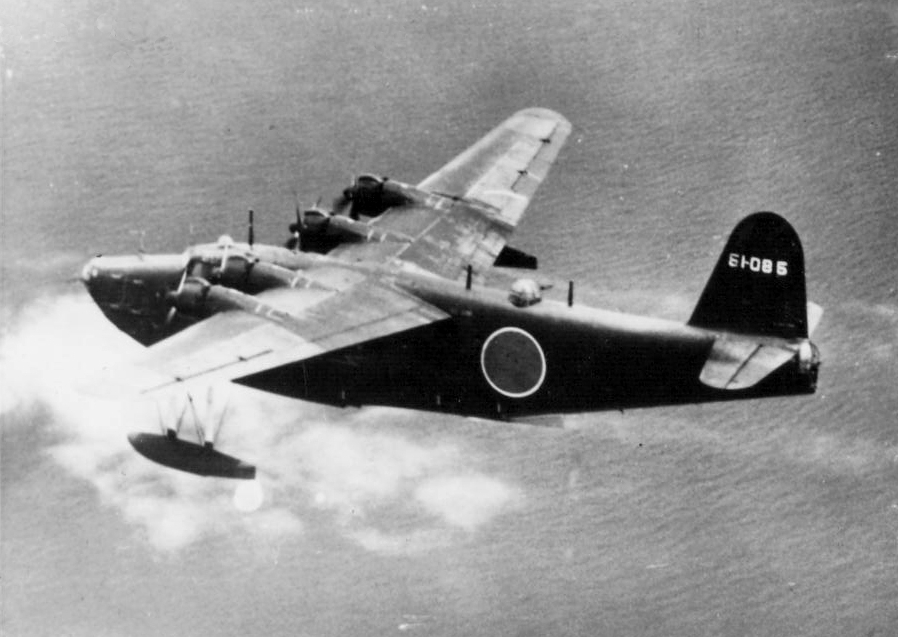
МДР-2 МРАП №851 ВМС в воздухе (1944 г.)
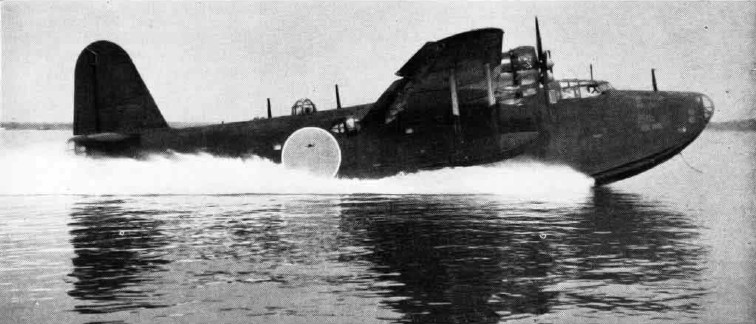
Трофейный МДР-2 на испытаниях ВМС США (в/ч Патаксент-ривер, 1946 г.)

Одной из самых известных операций с участием МДР-2 стал налёт на Перл-Харбор, известный как Операция К.